# Hong Ah-reum
Hong Ah-reum es una actriz de Corea del Sur. Hong debutó en 2006 a través de un comercial para MapleStory, luego puso en marcha su carrera de actriz. Se hizo conocida como uno de los rostros más familiares en dramas coreanos protagonizando varios títulos del género, tales como Reversal of Fate, A Bird That Doesn't Sing y dos series para la cadena KBS Samsaengi y Dal Soon's Spring

## Filmografía

### Series
| Año  | Título                                      | Rol                          | Red       |
| ---- | ------------------------------------------- | ---------------------------- | --------- |
| 2007 | In-soon Is Pretty                           | Park In-soon (joven)         | KBS2      |
| 2008 | My Precious You                             | Kim Bo-ri                    | KBS2      |
| 2009 | Dream                                       | Song Yu-ri                   | SBS       |
| 2009 | I'll Give You Everything / Reversal of Fate | Gong Young-hee/Gong Bok-soon | KBS2      |
| 2010 | Drama Special "Rock, Rock, Rock"            | Hyun-joo                     | KBS2      |
| 2012 | God of War                                  | Wol-ah/An-shim               | MBC       |
| 2013 | TV Novel: Samsaengi                         | Seok Sam-saeng               | KBS2      |
| 2013 | Stranger                                    | Yoon-hee                     | SBS       |
| 2014 | Into the Flames                             | Ha Cheo-soon                 | TV Chosun |
| 2014 | Tears of Heaven                             | Yoon Cha-young               | MBN       |
| 2014 | Legendary Witches                           | Eun Bo-kyung                 | MBC       |
| 2015 | A Bird That Doesn't Sing                    | Oh Ha-nui                    | tvN       |
| 2016 | The Royal Gambler                           | Yeon-hwa                     | SBS       |
| 2017 | Dal Soon's Spring                           | Go Dal-soon / Han Eun-sol    | KBS2      |

### Películas
| Año  | Título                            | Rol      |
| ---- | --------------------------------- | -------- |
| 2008 | A Light Sleep                     | Soo-jin  |
| 2015 | Makgeolli Girls / Moonshine Girls | Cho-rong |
| 2016 | Daddy's Back                      | Ae-sook  |
| 2017 | One Step                          | Ji-won   |

### Vídeos musicales
| Año  | Título de la canción  | Artista     |
| ---- | --------------------- | ----------- |
| 2007 | "Until You Come Back" | F.T. Island |
| 2008 | "Goodbye to Romance"  | MC the Max  |
| 2014 | "I Wish"              | Gavy NJ     |

## Premios y nominaciones
| Año  | Premio                   | Categoría                                            | Nominación                        | Resultado |
| ---- | ------------------------ | ---------------------------------------------------- | --------------------------------- | --------- |
| 2007 | Premios KBS Drama        | Mejor Actriz Joven                                   | In-soon Is Pretty                 | Nominada  |
| 2008 | Premios KBS Drama        | Mejor Actriz Revelación                              | My Precious You                   | Nominada  |
| 2009 | 45 Premios Baeksang Arts | Mejor Actriz Nueva (TV)                              | My Precious You                   | Nominada  |
| 2012 | Premios MBC Drama        | Premio a la excelencia, Actriz en una serie de drama | God of War                        | Nominada  |
| 2013 | Premios KBS Drama        | Premio a la excelencia, Actriz en un drama diario    | Samsaengi                         | Nominada  |
| 2015 | 52 Grand Bell Awards     | Mejor Actriz Revelación                              | Makgeolli Girls / Moonshine Girls | Nominada  |